# Naohiro Takahara
Naohiro Takahara (japonsko 高原 直泰), japonski nogometaš in trener, * 4. junij 1979.
Za japonsko reprezentanco je odigral 57 uradnih tekem.